# Axayacatl
Axayacatl was een Azteekse keizer (hueyi tlahtoani).
Hij is vooral herinnerd doordat hij Tlatelolco, de zusterstad van Tenochtitlan heeft onderworpen (1473). Nadat een aantal Tlatelolcaanse burgers zich beledigend hadden gedragen tegenover de Tenochca's viel hij Tlateloco binnen, vermoordde de leider, en plaatste de stad onder militair bestuur.
Hij kwam aan de macht in 1469. Na zijn dood in 1481 werd hij opgevolgd door zijn broer Tizoc.
Axayacatl Xicotencatl was een Tlaxcalteekse aanvoerder met dezelfde naam.

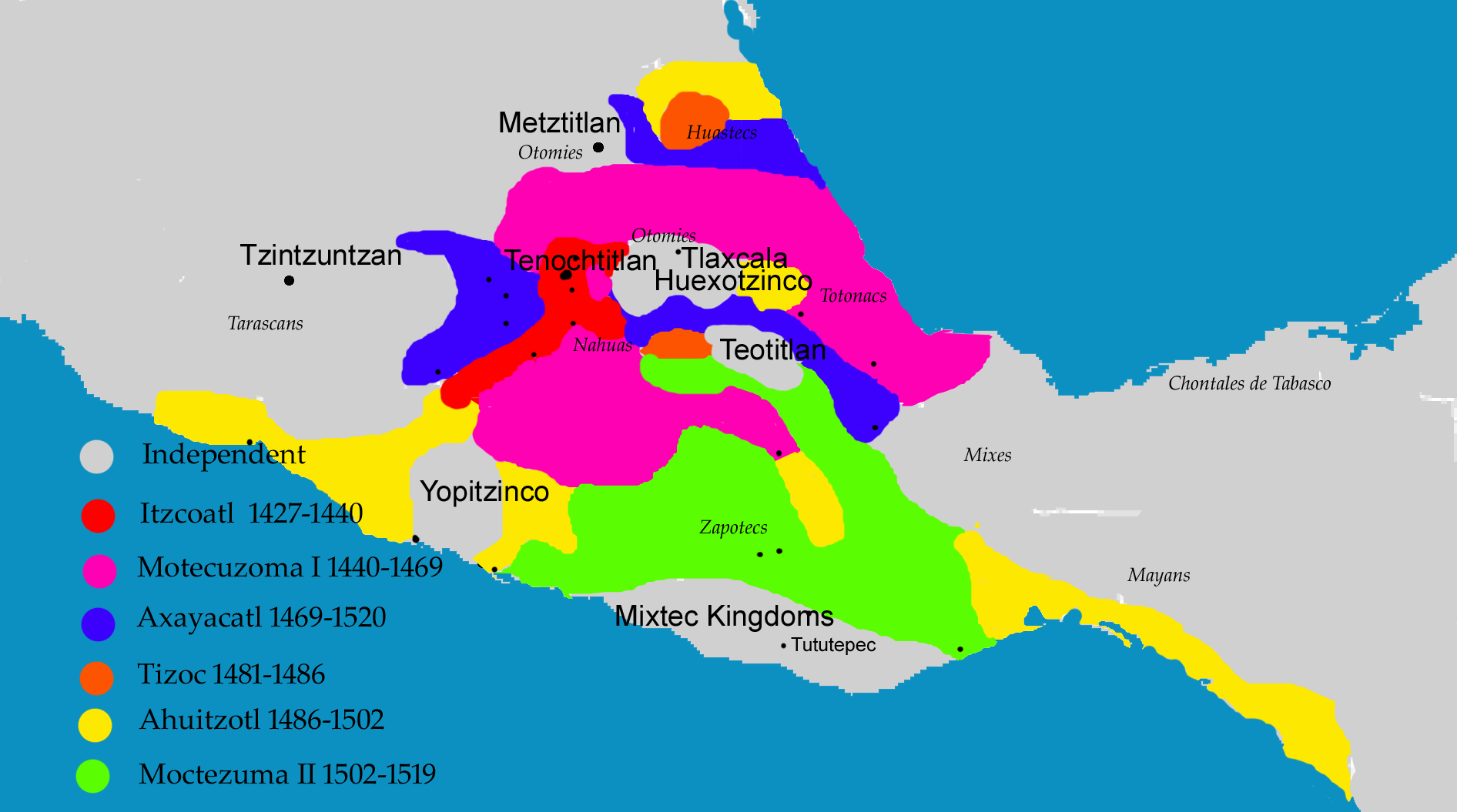
Kaart van de uitbreiding van het Azteekse rijk door de eeuwen heen.

Tenoch ·
Acamapichtli ·
Huitzilihuitl ·
Chimalpopoca ·
Itzcoatl ·
Motecuhzoma I ·
Axayacatl ·
Tizoc ·
Ahuitzotl ·
Motecuhzoma II ·
Cuitlahuac ·
Cuauhtémoc